# Poil de Carotte (pièce de théâtre)
Pour les articles homonymes, voir Poil de Carotte (homonymie).
Poil de Carotte est une comédie en un acte de Jules Renard, adaptée de son roman Poil de Carotte, et représentée pour la première fois à Paris au Théâtre Antoine le 2 mars 1900.
Cette pièce a été publiée par les éditions Paul Ollendorff en 1900 à Paris.

## Genèse de la pièce
Cette pièce est un condensé du roman, adapté par Jules Renard et par Antoine, pour tenir en un acte à la scène. Seuls quatre personnages, monsieur et madame Lepic, Poil de carotte et Annette, une servante, ont été conservés ; grand frère Félix n'est qu'évoqué, et sœur Ernestine et Parrain ont disparu. De la cinquantaine de saynètes du roman, cinq d'entre elles ont été principalement retenues pour former la trame de la pièce : Le Programme, Lettres choisies de Poil de carotte à M. Lepic, la Fontaine, Coup de théâtre et le Mot de la fin.

## Argument

### Scènes I et II
En attendant de partir à la chasse avec son père, monsieur Lepic, Poil de Carotte s'occupe à désherber à la pioche une partie de la cour de la maison. Pour être bien sûr que son père ne l'oublie pas, Poil de carotte a même enfermé le chien, raisonnant « M. Lepic ne peut pas aller à la chasse sans le chien, et le chien ne peut pas aller à la chasse sans moi. »

### Scène III
Arrive Annette, une nouvelle servante embauchée par madame Lepic, qui n'est pas encore rentrée. Poil de carotte en profite pour lui expliquer les habitudes de la maison et les tâches qu'elle aura à faire. À l'étonnement d'Annette, Poil de carotte lui apprend qu'il l'aidera dans plusieurs de ces travaux, et qu'il se lèvera en même temps qu'elle à cinq heures et demie du matin. Pour qu'Annette ne commette pas d'impair, il lui résume les étranges relations familiales : pour M. Lepic, Mme Lepic n'existe pas, cette dernière adore Félix, le frère aîné de Poil de carotte, et Annette devine que Mme Lepic déteste Poil de carotte, son plus jeune fils, qu'elle le bat et lui impose toute sorte de travaux.

### Scène IV
Survient Mme Lepic, qui, d'entrée, critique Poil de carotte, et lui trouve plusieurs corvées à faire immédiatement, ce qui va l'empêcher d'aller à la chasse avec son père. Apprenant ce projet, Mme Lepic lui interdit explicitement d'accompagner son père, et lui commande de dire à celui-ci qu'il a changé d'avis.

### Scènes V et VI
Docile, Poil de carotte répète à son père, qui sort de la maison, qu'ayant changé d'idée, il ne viendra pas à la chasse avec lui. Il libère le chien, tandis que M. Lepic s'étonne du caractère bizarre de son fils. Outrée, Annette apprend à M. Lepic que c'est Mme Lepic qui lui a imposé cette attitude, ce qui lui ouvre brusquement les yeux. Il commande alors, sans même regarder Mme Lepic, qu'on laisse Poil de carotte tranquille.

### Scènes VII et VIII
M. Lepic et son fils s'expliquent. Poil de carotte dit qu'il n'aime pas sa mère et que, désespéré, il veut quitter la maison, évoquant même avec désinvolture deux tentatives de suicide. Son père lui avoue qu'il n'aime plus sa femme depuis longtemps, depuis la naissance de Poil de carotte d'ailleurs. Mme Lepic les espionnant, M. Lepic lui ferme les volets au nez. Celle-ci, blessée dans son orgueil, quitte la maison, en promettant de ne plus revenir. M. Lepic dit qu'elle s'en va simplement chez le curé, et lui lance un à ce soir !

### Scènes IX à XI
M. Lepic et son fils constatent que tout le monde est malheureux dans cette situation, même Mme Lepic. Lorsque celle-ci revient (elle est allée pleurer à l'église), Poil de carotte a un mouvement vers elle, mais le regard qu'elle lui jette l'arrête dans son élan. Mais il a vu que dans ses yeux la tristesse avait remplacé les éclairs habituels. Poil de carotte promet à son père de rester avec eux, et de parler plus souvent ensemble.

## Carrière de la pièce
La pièce connut un grand succès, avec 125 représentations à Paris et 39 en province dans l'année. Lorsqu'il prit la direction de l'Odéon en 1906, Antoine y monta cette pièce. Elle fut inscrite au répertoire de la Comédie-Française en 1912.

## Distribution
| Acteurs et actrices ayant créé les rôles |                   |
| Personnage                               | Acteur ou actrice |
| Monsieur Lepic                           | Antoine           |
| Poil de carotte                          | Suzanne Desprès   |
| Madame Lepic                             | Ellen Andrée      |
| Annette                                  | Renée Maupin      |